# Manfred Bues
Manfred Bues (né le 5 août 1913 à Greifswald et mort le 4 septembre 2012 à Kaiserslautern) est un athlète allemand, spécialiste du 400 mètres.

## Biographie
Il remporte la médaille d'or du relais 4 × 400 mètres lors des championnats d'Europe de 1938, à Paris, en compagnie de Hermann Blazejczak, Erich Linnhoff et Rudolf Harbig.

### Palmarès
| Date | Compétition           | Lieu  | Résultat | Épreuve   | Performance  |
| ---- | --------------------- | ----- | -------- | --------- | ------------ |
| 1938 | Championnats d'Europe | Paris | 1er      | 4 × 100 m | 3 min 13 s 7 |

### Records
| Épreuve    | Performance | Lieu   | Date         |
| ---------- | ----------- | ------ | ------------ |
| 400 mètres | 48 s 8      | Berlin | 25 juin 1938 |